# Velká cena Číny silničních motocyklů
Velká cena Číny silničních motocyklů je motocyklový závod, který je součástí mistrovství světa silničních motocyklů jako součást Prix silničních motocyklů závodní sezóny, od roku 2005 do roku 2008.

## Vítězové Grand Prix silničních motocyklů - Čína
| Rok  | Trať     | 125 cc                   | 250 cc                   | MotoGP                   | Report |
| ---- | -------- | ------------------------ | ------------------------ | ------------------------ | ------ |
| 2008 | Shanghai | Andrea Iannone (Aprilia) | Mika Kallio (KTM)        | Valentino Rossi (Yamaha) | Report |
| 2007 | Shanghai | Lukáš Pešek (Derbi)      | Jorge Lorenzo (Aprilia)  | Casey Stoner (Ducati)    | Report |
| 2006 | Shanghai | Mika Kallio (KTM)        | Hector Barbera (Aprilia) | Daniel Pedrosa (Honda)   | Report |
| 2005 | Shanghai | Mattia Pasini (Aprilia)  | Casey Stoner (Aprilia)   | Valentino Rossi (Yamaha) | Report |